# Bistum Santa Rosa
Das Bistum Santa Rosa (lat.: Dioecesis Sanctae Rosae in Argentina, span.: Diócesis de Santa Rosa) ist eine in Argentinien gelegene römisch-katholische Diözese mit Sitz in Santa Rosa de Toay.

## Geschichte
Das Bistum Santa Rosa wurde am 11. Februar 1957 durch Papst Pius XII. mit der Päpstlichen Bulle Quandoquidem adoranda aus Gebietsabtretungen des Erzbistums Bahía Blanca und des Bistums Mercedes errichtet. Es wurde dem Erzbistum Bahía Blanca als Suffraganbistum unterstellt.

## Bischöfe von Santa Rosa
- Jorge Mayer, 1957–1972, dann Erzbischof von Bahía Blanca
- Adolfo Roque Esteban Arana, 1973–1984, dann Bischof von Río Cuarto
- Atilano Vidal Núñez, 1985–1991
- Rinaldo Fidel Brédice, 1992–2008
- Mario Aurelio Poli, 2008–2013
- Raúl Martín, 2013–2025, dann Erzbischof von Paraná
- Sedisvakanz, seit 2025